# Locomotiva Thomas și prietenii săi - Cu toată viteza înainte
Locomotiva Thomas și prietenii săi este o serie de televiziune bazată pe Seria Căilor Ferate scrisă de Wilbert Awdry în care este prezentată viața unui grup de locomotive și vehicule cu trăsături umane, ce trăiesc pe Insula Sodor.
Acest articol se referă la primul episod-film din istoria serialului, Cu Toată Viteza Înainte! (titlu original: Calling all Engines, tradus: Toate Locomotivele la Apel!). A fost produs în anul 2005 de HIT Entertainment, este precedat de Sezonul 8 și urmat de Sezonul 9. Acest episod-film include 4 cântece video speciale și câteva segmente interactive educative.

## Descriere
În acest film, toate locomotivele, fie diesel sau cu aburi, lucrează împreună să recontruiască stricăciunile provocate de furtună, dar și noul Aeroport Sodor.

## Difuzare la TV în România
Acest episod-film a fost difuzat în premieră pe postul TV MiniMax pe data de 24.06.2007 și pe JimJam pe data de 26.09.2009. A fost dublat în limba română de Daniel Vulcu.

## Lansare pe DVD în România
- Thomas și Prietenii Săi: Cu Toată Viteza Înainte! (titlu original 2008)
- Thomas și Prietenii Săi: Vol.5 - Calea Spre Noi Destinații (titlu 2011)